# The Watcher (2000)
The Watcher is een door Joe Charbanic geregisseerde Amerikaanse thriller (97 min.) uit 2000 met James Spader, Keanu Reeves en Marisa Tomei in de hoofdrol.
De film gaat over een gepensioneerde FBI agent die gestalkt en getreiterd wordt door een seriemoordenaar. 

## Rolverdeling
| Acteur          | Personage               |
| --------------- | ----------------------- |
| James Spader    | FBI Agent Joel Campbell |
| Keanu Reeves    | David Allen Griffin     |
| Marisa Tomei    | Dr. Polly Beilman       |
| Ernie Hudson    | FBI Agent Mike Ibby     |
| Chris Ellis     | Detective Hollis Mackie |
| Robert Cicchini | FBI Agent Mitch Casper  |
| Yvonne Niami    | FBI Agent Lisa Anton    |